# Zegar astronomiczny

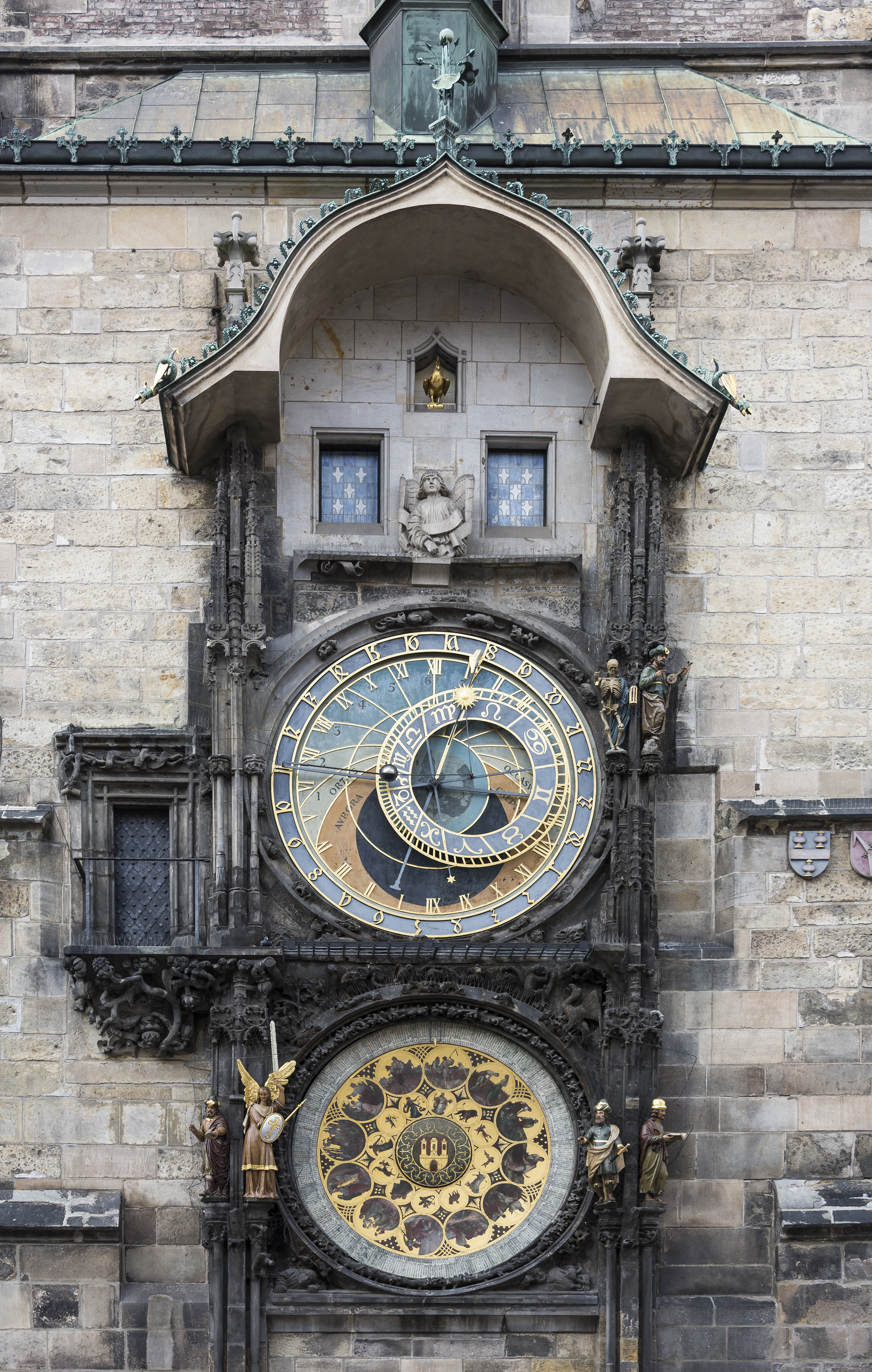
Praski zegar astronomiczny

Animacja praskiego zegara astronomicznego

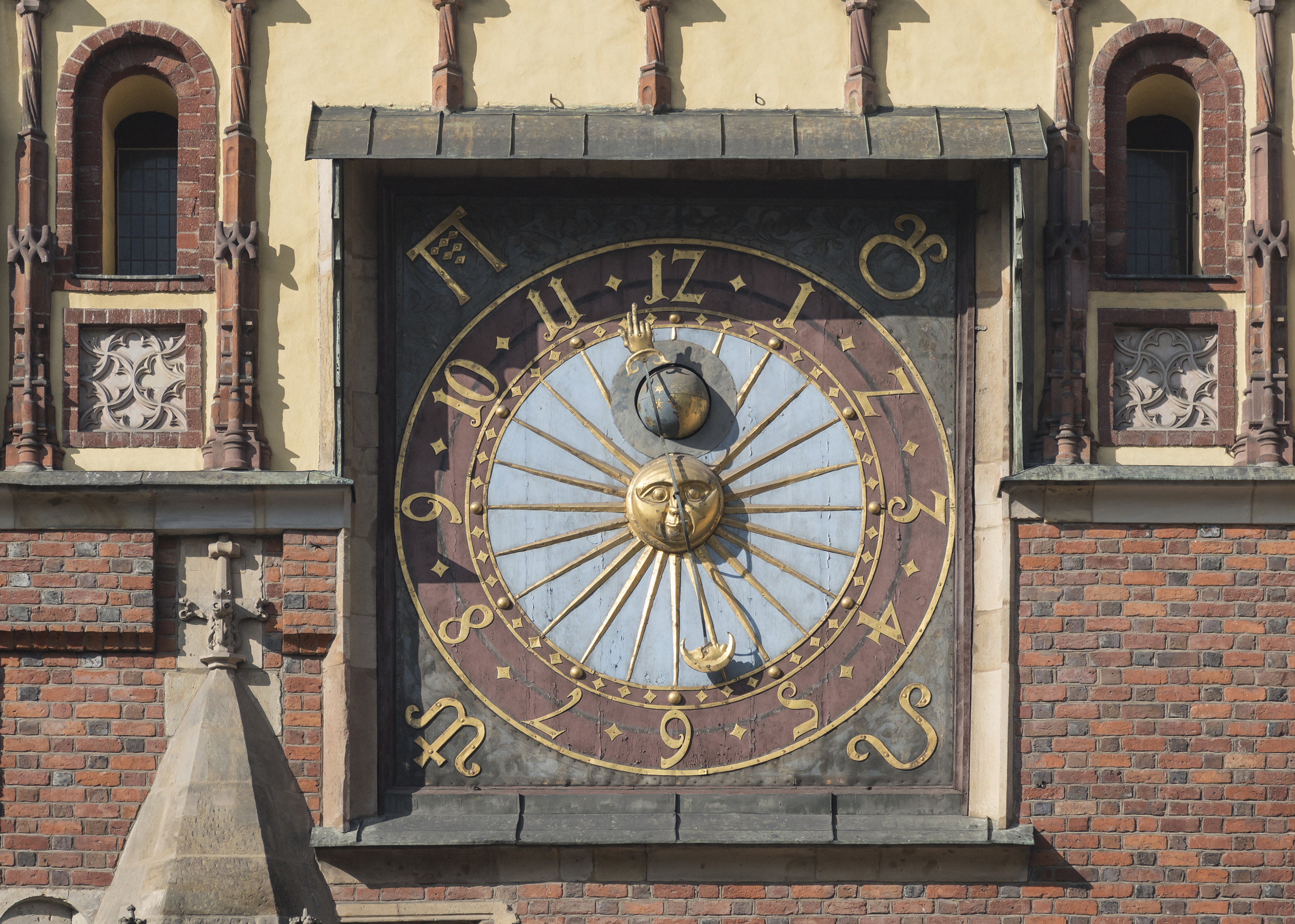
Zegar astronomiczny na Ratuszu we Wrocławiu

Zegar astronomiczny – rodzaj zegara wyposażonego w mechanizm oraz specjalne tarcze pozwalające na pokazanie czasu zjawisk astronomicznych takich jak np. względne położenie Słońca, Księżyca, gwiazdozbiorów zodiakalnych, wiek i fazę Księżyca, położenie Słońca na ekliptyce i bieżący znak zodiaku, czas gwiazdowy i inne dane astronomiczne, takie jak węzły Księżyca (wskazujące zaćmienia) lub gwiazd z obrotową mapą.
Wśród pierwszych zegarów astronomicznych był zegar wieżowy Su Songa, a w Europie - zegar konstrukcji Giovanniego da Dondi.

## Znane zegary astronomiczne
- Praski zegar astronomiczny
- zegar w katedrze w Strasburgu
- zegar w kościele w Stralsundzie
- zegar w ratuszu w Ołomuńcu